# ルーク・マクファーレン
ルーク・マクファーレン（Luke Macfarlane、本名：
Thomas Luke Macfarlane Jr.、1980年1月19日 - ）は、カナダの俳優、ミュージシャン。オンタリオ州ロンドン出身。

## 来歴

### 生い立ち
マクファーレンは、カナダのオンタリオ州ロンドンで双子として生まれる。家族は、父トーマス、母ペニー、姉レベッカ、そして双子の姉ルース。ロンドン・セントラル・セカンダリー・スクールに姉とともに通う。

### キャリア
ニューヨークのジュリアード音楽院で演劇を学び、2003年に卒業するまでに『ロミオとジュリエット』、『リチャード三世』、『The School of Night』（『恋の骨折り損』・第3幕）、『Blue Window』、『怒りの葡萄』、『お気に召すまま』で主演した。
2004年5月にはヴィニヤード・シアター（Vineyard Theatre）にてアメリカ初上演の『Where Do We Live』に主演、2006年夏にはオフ・ブロードウェイで『The Busy World is Hushed』に出演。
テレビ出演では2005年にFX(FX(TV channel))で放送されたテレビドラマ『Over There』でのフランク・"ディム"・ダムフィー二等兵として広く知られるようになる。また、シンシア・ニクソンの相手役としてサンダンス・チャンネル(Sundance Channel)の『Tanner on Tanner』にも出演した。
2006年からアメリカのABC（アメリカン・ブロードキャスティング・カンパニー）で5シーズン放送された『ブラザーズ&シスターズ』でスコッティー・ワンデルとしてケヴィン・ウォーカー（マシュー・リース）の"夫"として出演した。
2007年にはカナダ・中国制作の『アイアン・ロード(Iron Road)』に鉄道王の息子役で出演、中国ロケを行った。2009年2月に英国でDVDが発売された。米国では未放映だが、カナダでは2009年6月にプレミア上映、8月9日と16日にCBCでテレビミニシリーズとして放送された。
ロサンゼルスのヘイワース・シアター(Hayworth Theatre)で一晩限りで興行されたセレブリティーによる朗読会の一環としてアグリー・ベティのマイケル・ユーリーが監督したハワード・アッシュマン(Howard Ashman)の未上演ミュージカル『Dreamstuff』にイーデン・エスピノーザ(Eden Espinosa)、ヴィッキー・ルイス(Vicki Lewis)、フレッド・ウィラード(Fred Willard)、ディビッド・ブルー(David Blue)らとともに出演した。
2009年2月から3月までBlank Theatreにて『THE JAZZ AGE』に出演、F. スコット フィッツジェラルドを演じており好評を得た。
2011年11月から12月まで上演された『Sam Bendrix at the Bon Soir』では、歌やチェロ演奏を披露している。

### 音楽
マクファーレンはLester B. Pearson校で友人とともに作ったバンド『Fellow Nameless』のリードシンガー兼作詞作曲もしていた。スタジオ録音とライブ演奏を収録したアルバムを作製、またレコード会社、Maverick Recordsとの契約の予定もあったが、音楽性の違いからデビューにはいたらなかった。チェロおよびトランペットもたしなむ。

### 私生活
2008年4月15日、ゲイであることを公式に発表。
2023年6月4日、パートナーであるアルペンスキーヤーのヒグ・ロバーツ(Hig Roberts)との間に第一子(Tess Eleanor Macfarlane)を迎えたことを公表した。

## 主な出演作品

### 映画、テレビ映画
| 公開年 | 邦題／原題                                   | 役名                   | 備考           |
| 2004   | 愛についてのキンゼイ・レポート ／Kinsey      | ブルース・キンゼー     |                |
| 2004   | Tanner on Tanner                             | スチュアート・デバージ | 日本未公開     |
| 2006   | Recalled                                     | セフトン中尉           | IMDbにて視聴可 |
| 2006   | デス・ルーム ／ Trapped Ashes                | ヴィンセント           |                |
| 2007   | Supreme Courtships                           | アレン                 | 日本未公開     |
| 2008   | Iron Road                                    | ジェームズ・ニコール   | 日本未公開     |
| 2012   | Erection                                     | ディーン               | 日本未公開     |
| 2014   | The Memory Book                              | ゲイブ                 | 日本未公開     |
| 2015   | Christmas Land                               | タッカー・ベイムズ     | 日本未公開     |
| 2016   | The Mistletoe Promise                        | ニコラス・デール       | 日本未公開     |
| 2017   | The Birthday Wish                            | デイブ・マクギー       | 日本未公開     |
| 2017   | Karen Kingsbury's Maggie's Christmas Miracle | ケーシー               | 日本未公開     |
| 2017   | ドール・メーカー ／ Rock, Paper, Dead        | ピーター・ハリス       |                |
| 2018   | A Shoe Addict's Christmas                    | ジェイク・マーズデン   | 日本未公開     |
| 2022   | Bros                                         | アーロン・シェパード   | 日本未公開     |

### テレビ
| 放映      | 邦題／原題                                                | 役名                                 | 備考 |
| 2005      | Over There                                                | フランク・"ディム"・ダムフィー二等兵 | レギュラー 日本未公開 |
| 2006-2011 | ブラザーズ&シスターズ ／ Brothers & Sisters               | スコッティー・ワンデル               | シーズン1-2 準レギュラー、シーズン3-5 レギュラー                                                                            |
| 2012-2016 | Beauty and the Beast                                      | フィリップ·ベルトラン                | ゲスト シーズン1エピソード2 (2012) 日本未公開                                                                               |
| 2011-2016 | PERSON of INTEREST 犯罪予知ユニット ／ Person of Interest | アラン・フェイヒー                   | ゲスト シーズン2エピソード17 (2013)                                                                                         |
| 2012-2013 | SMASH ／ Smash                                            | パトリック・ディロン                 | ゲスト シーズン2エピソード16-17 (2013)                                                                                      |
| 2013      | Satisfaction                                              | ジェイソン・ハウエル                 | レギュラー 日本未公開 |
| 2014-2017 | ナイトシフト_真夜中の救命医／ The Night Shift             | リック・リンカーン                   | リカーリングゲスト シーズン1エピソード6、シーズン2エピソード4,10,13-14、シーズン3エピソード11,13、シーズン4エピソード5,8,10 |
| 2015-2019 | KILLJOYS/銀河の賞金ハンター／ Killjoys                    | ダヴィン・ジャコビ                   | レギュラー |
| 2015      | SUPERGIRL/スーパーガール／ Supergirl                      | エージェント ドノバン                | ゲスト シーズン1エピソード6-7 (2015)                                                                                        |
| 2016-2017 | Mercy Street                                              | 従軍牧師 ヘンリー・ホプキンス        | レギュラー 日本未公開 |
| 2023-     | Platonic                                                  | チャーリー                           | レギュラー 日本未公開 |

### 劇場
| 公開年    | タイトル                    | 役名                           |
| 2003      | Juvenilia                   | ブロンディ・チェイス           |
| 2004      | Where Do We Live?           | スティーブン                   |
| 2006/2007 | The Busy World is Hushed    | トーマス                       |
| 2008      | Dreamstuff                  | 朗読                           |
| 2009      | The Jazz Age                | F. スコット フィッツジェラルド |
| 2011      | The Normal Heart            | クレイグ・ドナー／グレイディ   |
| 2011      | Sam Bendrix at the Bon Soir | サム・ベンドリックス           |
| 2012      | The Normal Heart            | フェリックス・ターナー         |
| 2012      | Sam Bendrix at the Bon Soir | サム・ベンドリックス           |
| 2015      | Reverberation               | ジョナサン                     |
| 2017      | Big Night                   | オースティン                   |

### ミュージックビデオ
| 公開年 | アーティスト | タイトル      | 備考                                   |
| 2003   | シール       | Love's Divine | タクシーでガールフレンドを追いかける男 |